# Catilluc (distrito)
Catilluc é um distrito do Peru, departamento de Cajamarca, localizada na província de San Miguel.

## Transporte
O distrito de Catilluc é servido pela seguinte rodovia:
- PE-3N, que liga o distrito de La Oroya (Região de Junín) à Puerto Vado Grande (Fronteira Equador-Peru) no distrito de Ayabaca (Região de Piura)
- CA-102, que liga a cidade ao distrito de Santa Cruz
- CA-100, que liga a cidade ao distrito de San Gregorio [1][2][3]